# 계량경제사
계량경제사(計量經濟史;  영어: cliometrics / econometric history) 혹은 수량경제사(數量經濟史)는 경제학 이론과 계량경제학적 도구를 이용해 역사(특히 사회·경제사)를 연구함에 있어서 기존 역사학이 주로 취해왔던 정성적이고 문화기술적 접근방법에서 벗어나 정량적으로 측정 가능한 분석을 중시하여 계량적, 체계적 접근을 꾀하는 연구 분야를 일컫는다. 경제학과 역사학의 학제간 연구 분야라고 할 수 있다.
문헌 등의 사료를 통해 경제 통계를 도출하여, 이를 계량경제학적 기법을 이용해 정량적으로 미시·거시경제학 모형을 적용하여 분석, 경제 활동에 대한 추정을 얻는 것이 주된 연구 방법이다.
기존 역사학적 연구 방법에서 탈피한 새로운 경제사 연구방법이라는 의미에서 신경제사(新經濟史; new economic history)라고 불리기도 했으며, 현재 널리 쓰이고 있는 영문 명칭인 cliometrics는 그리스 신화에 나오는 역사학의 뮤즈인 클리오의 이름에서 비롯된 것으로 1960년 수리경제학자 스탠리 라이터(Stanley Reiter)가 이름붙인 것이다.

## 같이 보기
- 경제사